# Gunther Gebel-Williams

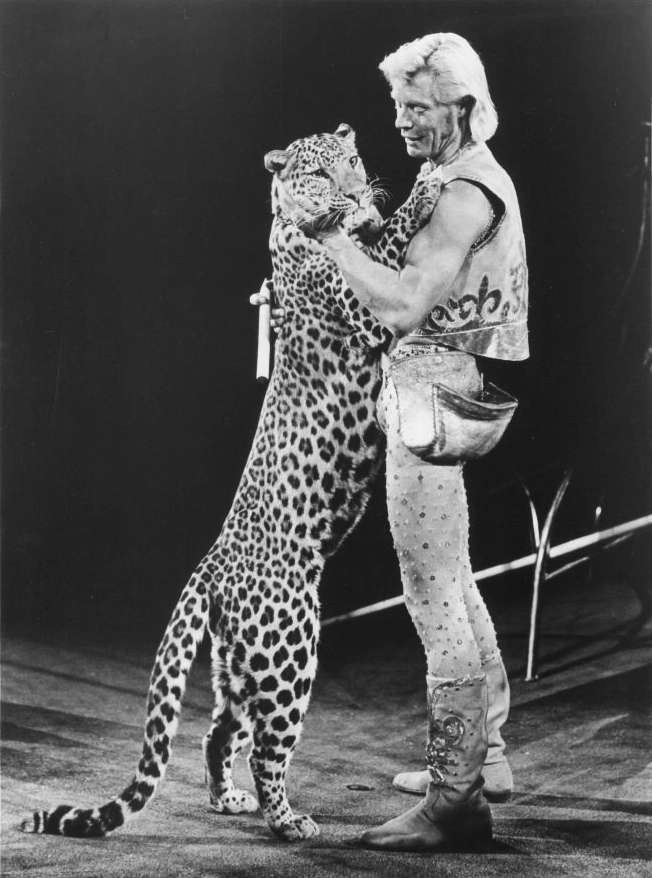
Gebel-Williams 1977

Gunther Gebel-Williams, född 12 september 1934 i Schweidnitz (nuvarande Polen), död 19 juli 2001 i Venice Florida, var en berömd tysk-amerikansk cirkusartist och djurtämjare i slutet på 1900-talet.

## Biografi
Gebel-Williams började vid cirkus "Circus Williams" i början på 1948, han började som konstryttare och började senare arbeta med elefanter. Kring 1953 började han träna rovdjur. säsongen 1960-1961 hade han föreställningar med Circus Williams vid Cirque d'Hiver i Paris.
1968 började han vid "Ringling Brothers and Barnum & Bailey Circus", den 6 januari 1969 debuterade han i USA vid The Greatest Show On Earth i Venice. Han arbetade främst med elefanter, tigrar, lejon, leoparder, pantrar, men även med hästar, getter, kameler, zebror och giraffer.
1973 utsågs han till Årets Cirkusartist av The American Guild of Variety Artists. Han höll sin avskedsturné 1989-1990, dock gjorde han ytterligare 10 föreställningar 1994 och ett sista framträdande den 27 september 1998 i Grand Rapids.
Efter sitt officiella tillbakadragande 1990 från cirkuslivet började han skriva sina memoarer, boken Untamed kom ut 1991.
Gebel-Williams blev en berömd person och vid sidan om cirkusen framträdde han även i tv (bl.a. CBS 1977 Lord of the Rings, NBC 1981 My Father, the Circus King, framträdanden i The Tonight Show och The Ed Sullivan Show) samt spelade in flera filmer (debut i Rivalen der Manege / Sensation i manegen premiär 1958).
Gebel-Williams var gift 2 gånger under sitt liv, första äktenskapet ingicks 1960 med Jeanette Williams (skild), andra giftermålet hölls 1968 med Sigrid Neubauer.
Gebel-Williams dog 2001 i sviterna efter en hjärntumör, han begravdes på Venice Memorial gardens Cemetery i Florida.